# Festival de la Cançó d'Eurovisió 1956
El Festival de la Cançó d'Eurovisió 1956 fou la primera edició d'aquest esdeveniment musical. Tingué lloc al Teatro Kursaal de Lugano, a Suïssa, el dimarts 24 de maig. Organitzat per la Unió Europea de Radiodifusió, aquesta competició s'inspira en el Festival de la cançó de Sanremo italià. Lohengrin Filipello presentà aquesta primera edició, que tingué una duració d'aproximadament 1 hora i 40 minuts. Hi participaren 7 països, cadascun dels quals interpretà dues cançons. Dos membres del jurat per cada país van poder escollir quina era la seva cançó favorita, en una votació secreta. Lys Assia guanyà el concurs pel país amfitrió Suïssa amb la cançó "Refrain".
Aquesta primera edició del Festival de la cançó d'Eurovisió tingué algunes característiques que no es van tornar a repetir en cap edició posterior: dues cançons per país, votació secreta, votació doble d'un país en representació d'un altre, inclusió opcional a les votacions del propi país dels membres del jurat, únicament una recepció pel guanyador, i només un presentador masculí. Les posteriors edicions inclouen: una cançó per país, tauler de puntuacions, un panell de jurat per a cada país, desqualificació del jurat si voten al seu propi país, trofeu material i una presentadora femenina individual o addicional.

## Història
En una reunió a Mònaco el 1955, alguns membres de la Unió Europea de Radiodifusió van discutir algunes idees per tal d'organitzar una competició musical a nivell europeu, tot inspirant-se en el Festival de la cançó de Sanremo italià. El concepte del Festival de la Cançó d'Eurovisió es creà en aquella reunió. Es va arribar a un acord per tal de celebrar-ne la primera edició a Lugano, Suïssa, l'any següent.

## Seu
El lloc escollit pel concurs fou el Teatro Kursaal de Lugano, ciutat al sud de Suïssa, al cantó italòfon de Ticino, prop de la frontera amb Itàlia. Lugano, al peu del llac de Lugano, és la 9a ciutat més poblada de Suïssa i la ciutat més gran fora d'Itàlia on es parla italià. És coneguda per l'abundància de cultura europea i la seva hospitalitat. Aquestes característiques semblaven favorables per al festival, ja que se celebrà en italià i estava inspirat en un festival italià.
Lugano va créixer fins a arribar a ser el tercer major centre financer de Suïssa. També experimentà un avenç important en infraestructures de transport durant la primera meitat del segle xx. Això, juntament amb un increment de la capacitat hotelera, reflectia el desig de la ciutat d'oferir millors allotjaments pels turistes.

## Format
Aquesta primera edició fou presentada per Lohengrin Filipello i tingué una duració aproximada d'1 hora i 40 minuts. Tot i que era principalment una emissió per ràdio, hi havia càmeres a l'estudi, per tal d'oferir també senyal visual als pocs europeus que tenien un televisor.
Només estaven permesos artistes solistes, i les cançons no podien allargar-se més enllà dels tres minuts i mig. Eren acompanyats per una orquestra de 24 intèrprets, dirigida per Fernando Paggi. L'interval, un espectacle dels xiulaires Joyeux Rossignols, es va haver de prolongar, ja que hi va haver una demora en el procediment de votació. Es va recomanar que cada país participant tingués un concurs nacional preliminar.

### Controvèrsia sobre les votacions
Dos membres del jurat per part de cada país participant viatjaren a Lugano per tal d'atorgar els seus vots en secret, tot i que els membres del jurat de Luxemburg no van poder arribar a Lugano. El sistema de votació d'aquest Concurs permetia als jurats votar per qualsevol cançó, incloses les del seu propi país. Addicionalment, es va permetre que el jurat suís votés en nom del jurat luxemburguès. Aquest sistema mai no es va repetir.

### Còpies perdudes de l'enregistrament
Tot i que el festival va ser difós i enregistrat per televisió en alguns països europeus (ja que els aparells de televisió encara eren poc freqüents en l'època), no han quedat còpies d'aquest enregistrament, amb l'excepció de la repetició de l'actuació de Lys Assia al final de l'esdeveniment. És un dels només dos casos en què l'enregistrament no ha sobreviscut completament, juntament amb l'edició de 1964, en què les cintes es van destruir en un incendi.

## Països participants

Països participants.

En aquesta primera edició del Festival van participar set països, cadascun amb dues cançons. S'esperava que altres tres països també hi participessin, Àustria, Dinamarca i el Regne Unit, però no van arribar a temps d'inscriure-s'hi i, per tant, no hi van poder participar. El Festival of British Popular Song (Festival de la Cançó Popular Britànica), organitzat per la BBC, i que havia d'escollir el candidat del Regne Unit, finalment no es va celebrar fins després del festival d'Eurovisió.

### Directors
Cada actuació tingué un director d'orquestra. Els directors de la llista següent van dirigir les dues actuacions dels respectius països.
- Països Baixos - Fernando Paggi
- Suïssa - Fernando Paggi
- Bèlgica - Léo Souris
- Alemanya Occidental - Fernando Paggi
- França - Franck Pourcel
- Luxemburg - Jacques Lassry
- Itàlia - Gian Stellari

## Resultats
Amb excepció de la cançó guanyadora, mai no s'han publicat els resultats. Al llibre de Simon Barclay The Complete and Independent Guide to the Eurovision Song Contest 2010 s'hi inclou una taula on apareixen els resultats, però l'autor no proporciona una font, i fins i tot inclou una nota al peu del diagrama on s'afirma que "mai no s'han desvetllat els vots atorgats."
| Ordre | País                | Idioma     | Artista                | Cançó                             | Traducció al català                | Posició |
| ----- | ------------------- | ---------- | ---------------------- | --------------------------------- | ---------------------------------- | ------- |
| 01    | Països Baixos       | Neerlandès | Jetty Paerl            | "De vogels van Holland"           | Els ocells d'Holanda               | 2       |
| 02    | Suïssa              | Alemany    | Lys Assia              | "Das alte Karussell"              | El vell carrusel                   | 2       |
| 03    | Bèlgica             | Francès    | Fud Leclerc            | "Messieurs les noyés de la Seine" | Els cavallers ofegats de la Sena   | 2       |
| 04    | Alemanya Occidental | Alemany    | Walter Andreas Schwarz | "Im Wartesaal zum großen Glück"   | A la sala d'espera de la bona sort | 2       |
| 05    | França              | Francès    | Mathé Altéry           | "Le temps perdu"                  | El temps perdut                    | 2       |
| 06    | Luxemburg           | Francès    | Michèle Arnaud         | "Ne crois pas"                    | No creguis                         | 2       |
| 07    | Itàlia              | Italià     | Franca Raimondi        | "Aprite le finestre"              | Obre les finestres                 | 2       |
| 08    | Països Baixos       | Neerlandès | Corry Brokken          | "Voorgoed voorbij"                | Acabat per sempre més              | 2       |
| 09    | Suïssa              | Francès    | Lys Assia              | "Refrain"                         | Tornada                            | 1       |
| 10    | Bèlgica             | Francès    | Mony Marc              | "Le plus beau jour de ma vie"     | El dia més bonic de la meva vida   | 2       |
| 11    | Alemanya Occidental | Alemany    | Freddy Quinn           | "So geht das jede Nacht"          | Així és cada nit                   | 2       |
| 12    | França              | Francès    | Dany Dauberson         | "Il est là"                       | Ell és allà                        | 2       |
| 13    | Luxemburg           | Francès    | Michèle Arnaud         | "Les amants de minuit"            | Els amants de mitjanit             | 2       |
| 14    | Itàlia              | Italià     | Tonina Torrielli       | "Amami se vuoi"                   | Estima'm si vols                   | 2       |

## Cobertura internacional
Les cadenes de ràdio i televisió nacionals van enviar comentaristes al concurs, per tal d'oferir cobertura de l'esdeveniment en el seu propi idioma. A continuació tenim detalls sobre els comentaristes i els ens de ràdio i televisió que hi van participar:
- Països Baixos - Piet te Nuyl[9] (NTS)
- Suïssa - Georges Hardy (TSR)
- Bèlgica - Janine Lambotte (INR), Nand Baert (NIR)
- Alemanya Occidental - Wolf Mittler (ARD)
- França - Michèle Rebel[10] (RTF)
- Luxemburg - Jacques Navadic (Télé-Luxembourg)
- Itàlia - Franco Marazzi (Programma Nazionale)
- Àustria (no hi va participar) - Wolf Mittler (ORF)
- Dinamarca (no hi va participar) - Gunnar Hansen (Statsradiofonien TV)
- Regne Unit (no hi va participar) - Wilfred Thomas (BBC Television Service)